# Levinsenia oculata
Levinsenia oculata är en ringmaskart som först beskrevs av Hartman 1957.  Levinsenia oculata ingår i släktet Levinsenia och familjen Paraonidae. Inga underarter finns listade i Catalogue of Life.